# Domaine de Himeji

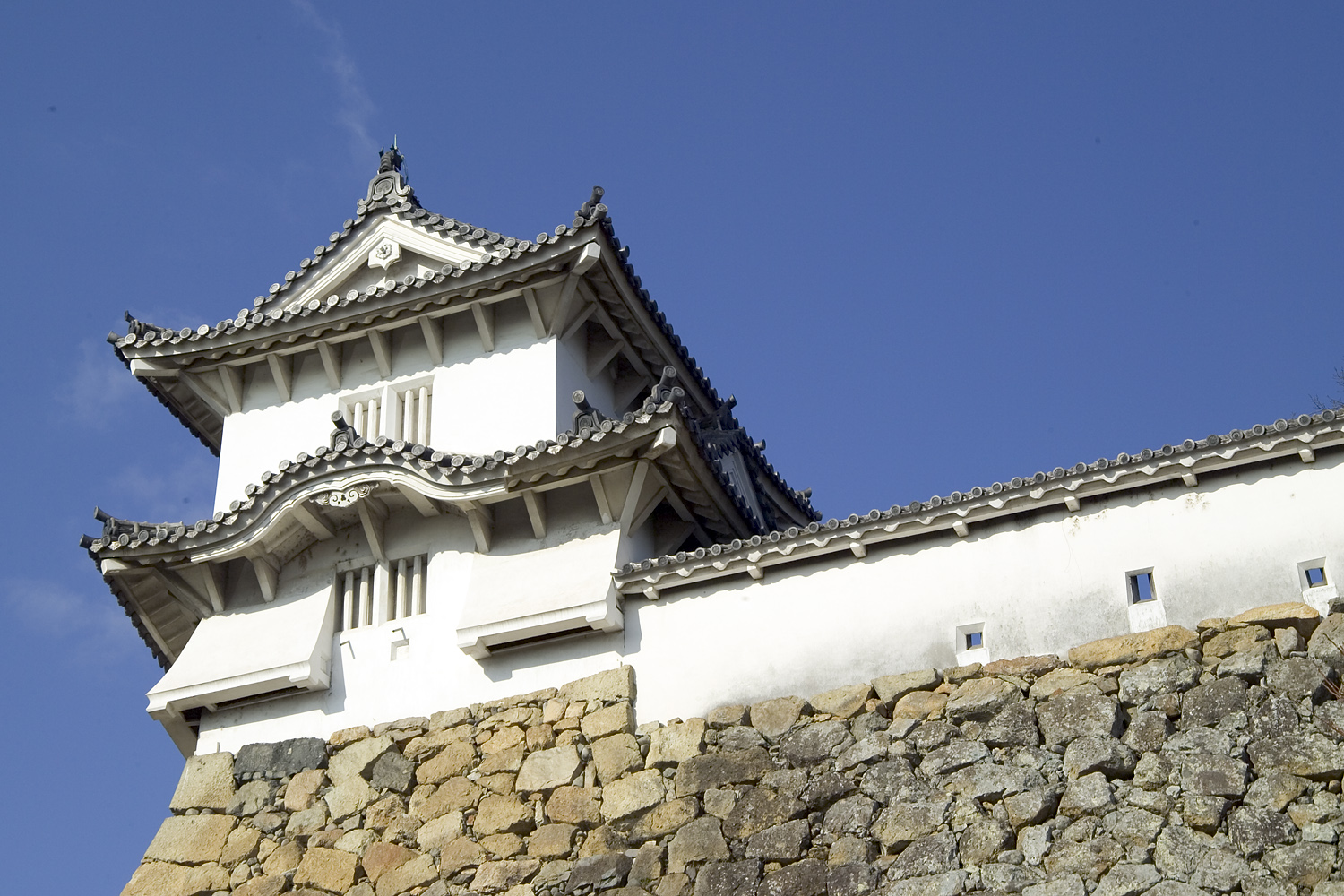
Yagura (tour) d'angle du château de Himeji, centre du domaine de Himeji.

Le domaine de Himeji (姫路藩, Himeji-han) est un domaine féodal de l'époque d'Edo situé dans la province de Harima, maintenant Himeji, préfecture de Hyōgo.

## Liste des daimyos
- Clan Ikeda (tozama daimyo ; 520 000 koku)

1. Terumasa Ikeda
2. Toshitaka
3. Mitsumasa

- Clan Honda (fudai daimyo, 150 000 koku)

1. Honda Tadamasa
2. Masatomo
3. Masakatsu

- Clan Matsudaira (Okudaira) (shinpan daimyo ; 180 000 koku)

1. Matsudaira Tadaaki
2. Tadahiro

- Clan Matsudaira (Echizen) (shinpan daimyo ; 150 000 koku)

1. Naomoto
2. Naonori

- Clan Sakakibara (Matsudaira) (fudai ; 150 000 koku)

1. Tadatsugu
2. Masafusa
3. Masatomo

- Clan Matsudaira (Echizen) (shinpan daimyo ; 150 000 koku)

1. Naonori

- Clan Honda (fudai ; 150 000 koku)

1. Tadakuni
2. Tadataka

- Clan Sakakibara (fudai ; 150 000 koku)

1. Masakuni
2. Masasuke
3. Masamine
4. Masanaga

- Clan Matsudaira (Echizen) (shinpan daimyo ; 150 000 koku)

1. Akinori
2. Tomonori

- Clan Sakai (fudai ; 150 000 koku)

1. Tadazumi
2. Tadazane
3. Tadahiro
4. Tadamitsu
5. Tadanori
6. Tadatomi
7. Tadateru
8. Tadashige
9. Tadatō
10. Tadakuni

## Source de la traduction
- (en) Cet article est partiellement ou en totalité issu de l’article de Wikipédia en anglais intitulé « Himeji Domain » (voir la liste des auteurs).